# 西淀川郵便局
西淀川郵便局（にしよどがわゆうびんきょく）は、大阪府大阪市西淀川区にある郵便局。民営化前の分類では集配普通郵便局であった。

## 概要
住所：〒555-8799 大阪府大阪市西淀川区姫里3-1-33

## 沿革
- 1936年（昭和11年）11月26日 - 開局。
- 1950年（昭和25年）7月16日 - 西淀川区佃町から同区野里町に移転[1]。
- 1982年（昭和57年）4月 - 局舎落成。
- 1990年（平成2年）3月23日 - 花の万博の開催に合わせ、大阪市周辺の主な郵便局40局において、風景印を花をかたどった変形印に変更（当局は西淀川区の花である山茶花）。
- 1999年（平成11年） - 外国通貨の両替および旅行小切手の売買に関する業務取扱を開始。
- 2007年（平成19年）10月1日 - 民営化に伴い、併設された郵便事業西淀川支店に一部業務を移管。
- 2012年（平成24年）10月1日 - 日本郵便株式会社発足に伴い、郵便事業西淀川支店を西淀川郵便局に統合。

## 取扱内容
- 郵便、印紙、ゆうパック、内容証明
- 貯金、為替、振替、振込、国際送金、外貨両替・トラベラーズチェック、国債、投資信託
- 生命保険、バイク自賠責保険、自動車保険
- 地方公共団体事務（大阪市ごみ処理券の販売、市バス・地下鉄優待乗車証の交付）
- ゆうちょ銀行ATM
- 「555-00xx」区域（大阪市西淀川区全域）の集配業務
- ゆうゆう窓口

## 風景印
- 図柄は山茶花の花の外枠に（変形印）、佃漁民ゆかりの地の石碑と淀川大橋の親柱、釣り船。局名表記は「西淀川」
- 使用開始日は1990年3月30日

## 周辺
- 大阪市西淀川区役所
- 大阪市立淀商業高等学校
- 大阪国税局西淀川税務署

## アクセス
- JR東西線 御幣島駅もしくは阪神本線 姫島駅から徒歩約8分
- 大阪シティバス 姫里二丁目停留所下車
- 阪神高速神戸線 姫島出入口・大和田出入口から約1km
- 国道2号沿い
- 駐車場あり：5台